# Нез Пърс (окръг)
Окръг Нез Пърс (на английски: Nez Perce County) е окръг в щата Айдахо, Съединени американски щати. Площ 2218 km² (1,02% от площта на щата, 29-о място по големина). Население – 40 385 души (2017), 2,56% от населението на щата, гъстота 18,2 души/km². Административен център е град Луистън.
Окръгът е разположен в западната част на щата. На запад граничи с щатите Орегон и Вашингтон, а на север, изток и югоизток съответно с окръзите: Лата, Луис и Айдахо. Релефът е предимно хълмист и равнинен, като на юг се намира нисък планински масив с максимална височина връх Крейг 5380 f (1639 m). По цялата западна граница на окръга протича участък от долното течение на река Снейк (десен приток на Колумбия). От дясно в нея се вливат двата ѝ големи притока Салмън (на границата с окръг Айдахо) и Клиъруотър (при град Люистън).
Най-голям град в окръга е административният център Люистън 31 894 души (2010 г.).
През окръга преминават участъци от 2 междущатски шосета:
- Междущатско шосе , 38 мили (61 km), от запад на изток, по долината на река Клиъруотър, в т.ч. през административния център Люистън
- Междущатско шосе , 41 мили (66 km), от северозапад на югоизток, в т.ч. през административния център Люистън.

Окръгът е образуван на 4 февруари 1864 г. и е наименуван по името на индианското племе нез пърс, обитаващо тези райони. Три години по-рано, през 1861 г. в устието на река Клиъруотър е основан град Люистън, наименуван в чест на Мериуедър Луис, един от двамата ръководители на Експедицията на Луис и Кларк и от 1863 градът е столица на територия Айдахо. От 1865 г. е административен цантър на окръг Нез Пърс, а столицата на новообразувания същата година щат Айдахо е преместена от Люистън в Бойзи, в района на който са открити големи златни находища. Повече от половината от територията на окръга (източната част) е заета от индианския резерват „Нез Пърс“.